# Biłgoraj (gmina)
Pour les articles homonymes, voir Biłgoraj (homonymie).
Biłgoraj est une gmina rurale (gmina wiejska) de la powiat de Biłgoraj, dans la Voïvodie de Lublin, dans l'est de la Pologne.
Son siège administratif (chef-lieu) est la ville de Biłgoraj, bien qu'elle ne fasse pas partie du territoire de la gmina.
La gmina couvre une superficie de 262,64 km2 pour une population de 12 541 habitants en 2006.

## Histoire
De 1975 à 1998, la gmina est attachée administrativement à la voïvodie de Zamość.

Depuis 1999, elle fait partie de la voïvodie de Lublin.

## Géographie
La gmina inclut les villages et localités de :

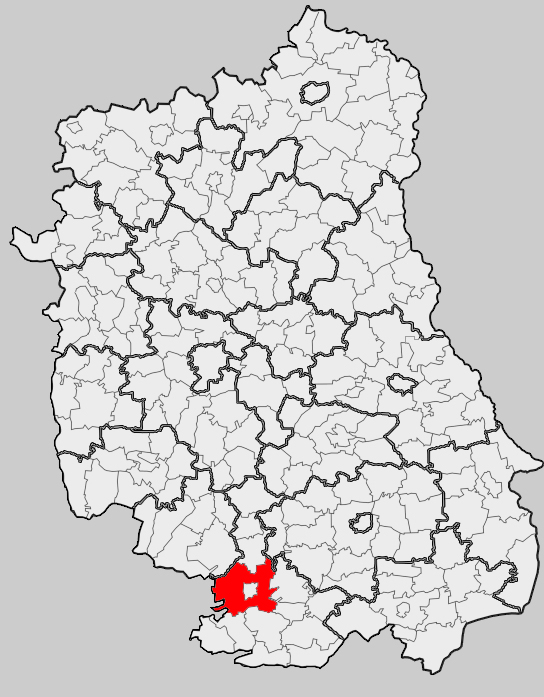
Position de la gmina dans la voïvodie

- Andrzejówka
- Brodziaki
- Bukowa
- Ciosmy
- Cyncynopol
- Dąbrowica
- Dereźnia Majdańska
- Dereźnia Solska
- Dereźnia-Zagrody
- Dyle
- Edwardów
- Gromada
- Hedwiżyn
- Ignatówka
- Jachosze
- Kajetanówka
- Kolonia Sól
- Korczów
- Korytków Duży
- Majdan Gromadzki
- Nadrzecze
- Nowy Bidaczów
- Okrągłe
- Podlesie
- Rapy Dylańskie
- Ratwica
- Ruda Solska
- Ruda-Zagrody
- Smólsko Duże
- Smólsko Małe
- Sól
- Stary Bidaczów
- Teodorówka
- Wola Dereźniańska
- Wola Duża
- Wola Mała
- Wolaniny
- Zagrody Dąbrowickie
- Zagumnie
- Żelebsko

### Gminy voisines
La gmina de Biłgoraj est voisine de:

la ville de:

- Biłgoraj

et les gminy de:
- Aleksandrów
- Biszcza
- Dzwola
- Frampol
- Harasiuki
- Janów Lubelski
- Księżpol
- Radecznica
- Tereszpol

## Structure du terrain
D'après les données de 2002, la superficie de la commune de Biłgoraj est de 54,26 kilomètres carrés, répartis comme telle :
- terres agricoles : 35%
- forêts : 59%

La commune représente 15,58% de la superficie du powiat.

## Démographie
Données du 30 juin 2004:
| Description        | Total  | Total | Femmes | Femmes | Hommes | Hommes |
| ------------------ | ------ | ----- | ------ | ------ | ------ | ------ |
| Unité              | Nombre | %     | Nombre | %      | Nombre | %      |
| Population         | 12 537 | 100   | 6 309  | 50,3   | 6 228  | 49,7   |
| Densité (hab./km²) | 48     | 48    | 24,1   | 24,1   | 23,8   | 23,8   |